# 518523 Bryanshumaker
518523 Bryanshumaker è un asteroide della fascia principale. Scoperto nel 2006, presenta un'orbita caratterizzata da un semiasse maggiore pari a 2,6551547 au e da un'eccentricità di 0,3263482, inclinata di 8,48531° rispetto all'eclittica.
Dal 6 aprile all'8 novembre 2019, quando 523954 Guman ricevette la denominazione ufficiale, è stato l'asteroide denominato con il più alto numero ordinale. Prima della sua denominazione, il primato era di 516560 Annapolisroyal.
L'asteroide è dedicato all'astrofilo Bryan Shumaker.